# Geszt
Geszt ist eine ungarische Gemeinde im Kreis Sarkad im Komitat Békés.

## Geografie
Die Gemeinde liegt in der Südlichen Großen Tiefebene, 22 Kilometer nordöstlich der Kreisstadt Sarkad, unmittelbar an der Grenze zu Rumänien. Die Nachbargemeinde ist Mezőgyán.

## Geschichte
Die Bevölkerung, in der Türkenzeit noch freie Bauern, wurden unter der Herrschaft der Habsburger, die hier auch Grundherren waren, Leibeigene, was sie bis 1848 blieben.
Seit 1760 war die ursprünglich calvinistische Familie Tisza, die aus dem niederen Adel Siebenbürgens stammte, der alleinige Grundherr in Geszt. Die Tiszas bauten sich 1771 hier ein barockes Schloss und lebten im Ort bis 1945.

### Einwohnerentwicklung
Die Bevölkerungszahl ist, bedingt durch die Grenzlage, bislang abnehmend.

## Städtepartnerschaften
- Brăduţ, Rumänien
- Cefa, Rumänien

## Kultur und Sehenswürdigkeiten
- Barockschloss der Familie Tisza (Tisza kastély)
- Krypta der Familie Tisza (Tisza-család kriptája)
- János-Arany-Gedenkstätte (Arany János Irodalmi Emlékház)
- Reformierte Kirche, erbaut 1772 (Barock)

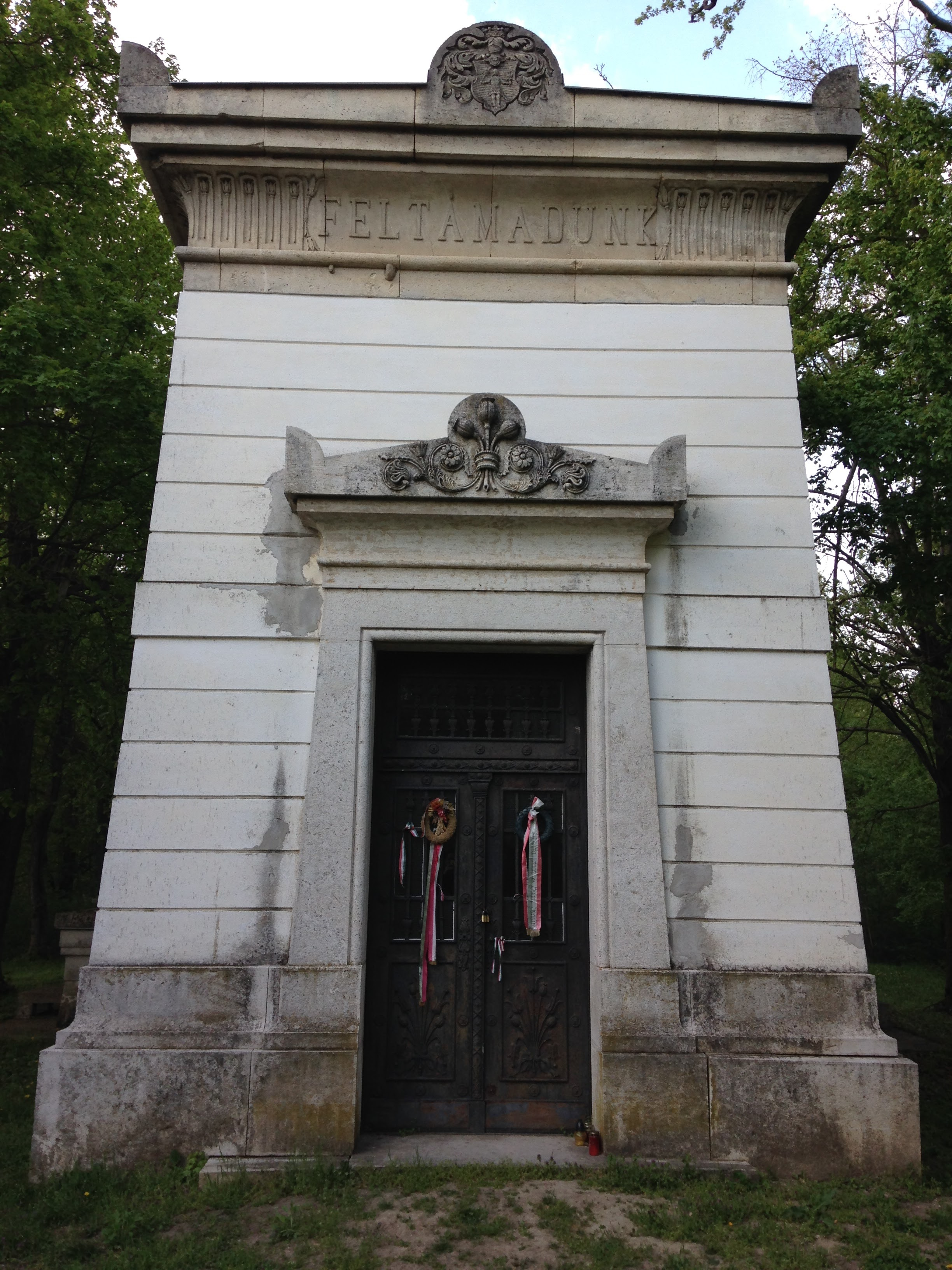
Krypta der Familie Tisza
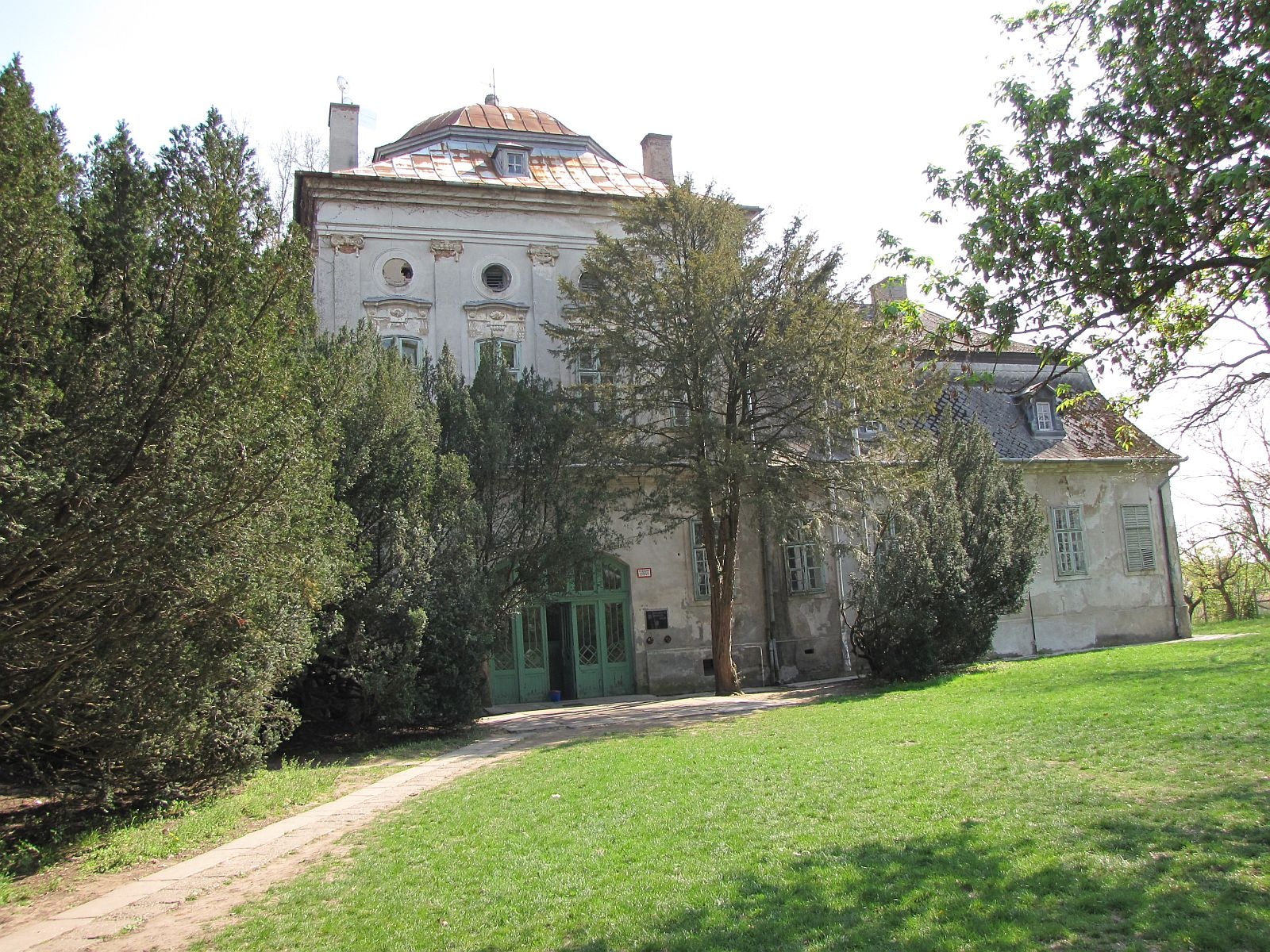
Schloss Tisza

## Wirtschaft und Infrastruktur

### Verkehr
Geszt ist ein Sackgassendorf und nur über die Nebenstraße Nr. 42154 von Mezőgyán aus zu erreichen. Der nächstgelegene Bahnhof befindet sich südwestlich in Sarkadkeresztúr.

## Söhne und Töchter der Stadt
- Kálmán Tisza (1830–1902), ungarischer Ministerpräsident
- Lajos Tisza (1832–1898), ungarischer Politiker und Minister

### Persönlichkeiten, die vor Ort gewirkt haben
- János Arany (1817–1882), Dichter
- István Tisza (1861–1918), ungarischer Ministerpräsident